# Kartonmeniezwammetje
Het kartonmeniezwammetje (Nectria funicola, synoniem:  Nectriella funicola) is een schimmel behorend tot de familie Nectriaceae. Het leeft saprotroof op karton, touw, etc. Het komt voor in akkers, ruigtes, bermen en stadsparken.

## Verspreiding
In Nederland komt het kartonmeniezwammetje uiterst zeldzaam voor.